# Tranomanara

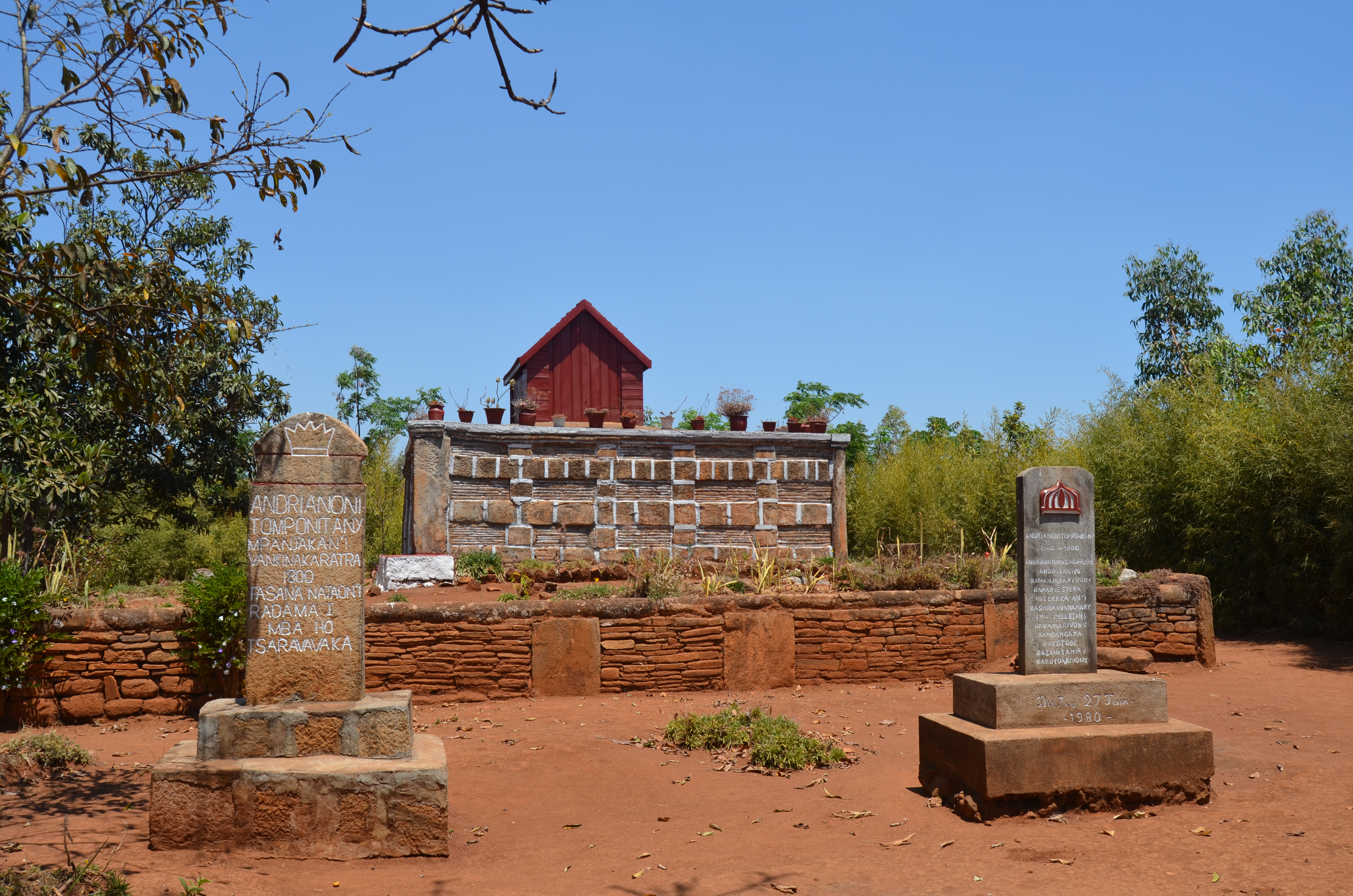
Le « tombeau des rois » à Betafo, surmonté d'un tranomasima.

Un tranomanara (maison froide en merina) est une construction en bois en forme de maisonnette que certains nobles sont autorisés à faire ériger sur leur tombe. S'il s'agit du clan royal, elle peut être appelée tranomasima, « maison sainte ».